# Purple (album Baroness)
Purple – czwarty album studyjny amerykańskiego zespołu muzycznego Baroness. Wydawnictwo ukazało się 18 grudnia 2015 roku nakładem wytwórni muzycznej Abraxan Hymns. Dzień przed premierą płyta została udostępniona bezpłatnie w formie digital stream na kanale YouTube zespołu. Nagrania zostały zarejestrowane w 2015 roku w Tarbox Road Studios oraz IQL Studios we współpracy z producentem muzycznym Dave'em Fridmannem. 

## Lista utworów
Opracowano na podstawie materiału źródłowego.
| Nr  | Tytuł utworu                                      | Długość |
| --- | ------------------------------------------------- | ------- |
| 1.  | „Morningstar”                                     | 04:16   |
| 2.  | „Shock Me”                                        | 04:17   |
| 3.  | „Try to Disappear”                                | 04:52   |
| 4.  | „Kerosene”                                        | 05:10   |
| 5.  | „Fugue” (utwór instrumentalny)                    | 02:34   |
| 6.  | „Chlorine & Wine”                                 | 06:49   |
| 7.  | „The Iron Bell”                                   | 04:24   |
| 8.  | „Desperation Burns”                               | 04:14   |
| 9.  | „If I Have to Wake Up (Would You Stop the Rain?)” | 05:41   |
| 10. | „Crossroads of Infinity”                          | 00:16   |
|     |                                                   | 42:33   |

## Twórcy
Opracowano na podstawie materiału źródłowego.
| Zespół Baroness w składzie - John Dyer Baizley – gitara, instrumenty klawiszowe, instrumenty perkusyjne, śpiew, oprawa graficzna - Nick Jost – gitara basowa, kontrabas, instrumenty klawiszowe - Pete Adams – gitara, śpiew - Sebastian Thomson – perkusja | Inni - Dave Fridmann – produkcja muzyczna, miksowanie, inżynieria dźwięku, realizacja nagrań - Mike Fridmann – inżynieria dźwięku - Greg Calbi – mastering - Marald van Haasteren, Aaron Horkey – oprawa graficzna |

## Listy sprzedaży
| Lista                        | Kraj              | Pozycja |
| ---------------------------- | ----------------- | ------- |
| Billboard 200                | Stany Zjednoczone | 70      |
| Billboard Independent Albums | Stany Zjednoczone | 1       |
| Billboard Hard Rock Albums   | Stany Zjednoczone | 2       |
| Billboard Top Rock Albums    | Stany Zjednoczone | 5       |
| Billboard Top Album Sales    | Stany Zjednoczone | 51      |
| Billboard Tastemaker Albums  | Stany Zjednoczone | 3       |